# Tezpur

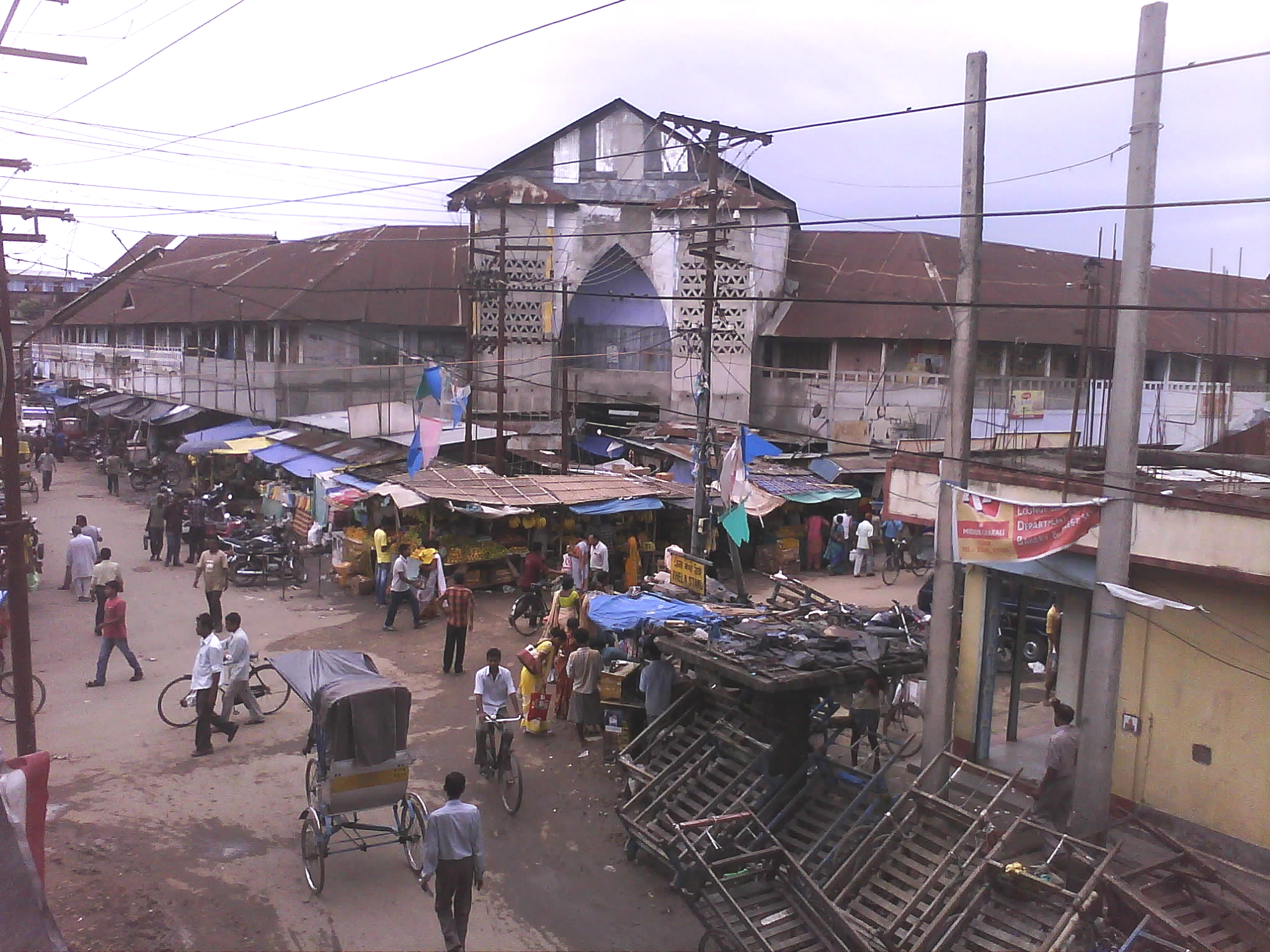
Chowk Market i centrala Tezpur.

Tezpur är en stad i den indiska delstaten Assam, och är huvudort för distriktet Sonitpur. Folkmängden uppgick till 58 559 invånare vid folkräkningen 2011, med förorter 102 505 invånare.